# التصنيفات الدولية للمكسيك
تتضمن هذه المقالة التصنيفات الدولية للمكسيك.

## التنمية البشرية
صدر تقرير التنمية البشرية 2023/2024 عن الأمم المتحدة في 13 مارس 2024؛ واعتمد حساب التقرير على أساس البيانات التي جمعت عام 2022. احتلت المكسيك المرتبة 77 في عام 2022. 

## الفساد السياسي
- في مؤشر مدركات الفساد لعام 2023، حلّت المكسيك في المرتبة 126 [2]

## تصنيفات عامة
| المنظمة                               | الاستطلاع                                   | التصنيف    |
| ------------------------------------- | ------------------------------------------- | ---------- |
| مؤشر التنمية البشرية                  | تقرير التنمية البشرية 2009                  | 53 من 182  |
| تكنولوجيا المعلومات العالمية          | تقرير تكنولوجيا المعلومات العالمي 2009-2010 | 78 من 133  |
| مؤشر مدركات الفساد                    | مؤشر مدركات الفساد 2009                     | 89 من 180  |
| مراسلون بلا حدود                      | مؤشر حرية الصحافة العالمي 2009              | 138 من 175 |
| مؤسسة التراث / صحيفة وول ستريت جورنال | مؤشر الحرية الاقتصادية 2010                 | 41 من 175  |
| منظمة الشفافية الدولية                | مؤشر مدركات الفساد 2023                     | 126 من 180 |
| مؤشر جاهزية الشبكة                    | مؤشر جاهزية الشبكات 2008-2009               | 67 من 134  |
| صندوق السلام                          | مؤشر الدول الفاشلة 2009                     | 98 من 187  |
| مرصد التعقيد الاقتصادي                | تصنيف التعقيد الاقتصادي                     | 20 من 128  |

| المنظمة                          | الاستطلاع                    | التصنيف    |
| -------------------------------- | ---------------------------- | ---------- |
| معهد الاقتصاد والسلام            | مؤشر السلام العالمي          | 108 من 144 |
| برنامج الأمم المتحدة الإنمائي    | مؤشر التنمية البشرية         | 53 من 182  |
| منظمة الشفافية الدولية           | مؤشر مدركات الفساد           | 98 من 180  |
| المنتدى الاقتصادي العالمي        | تقرير التنافسية العالمية     | 60 من 133  |
| المنظمة العالمية للملكية الفكرية | مؤشر الابتكار العالمي ، 2024 | 56 من 133  |